# The Winking Idol

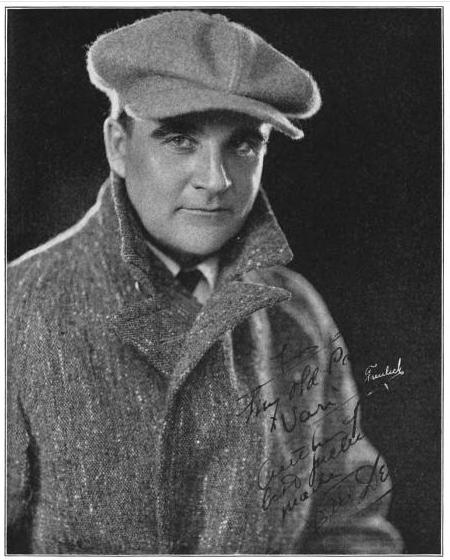
William Desmond, interpreta Dave Ledbetter no seriado.

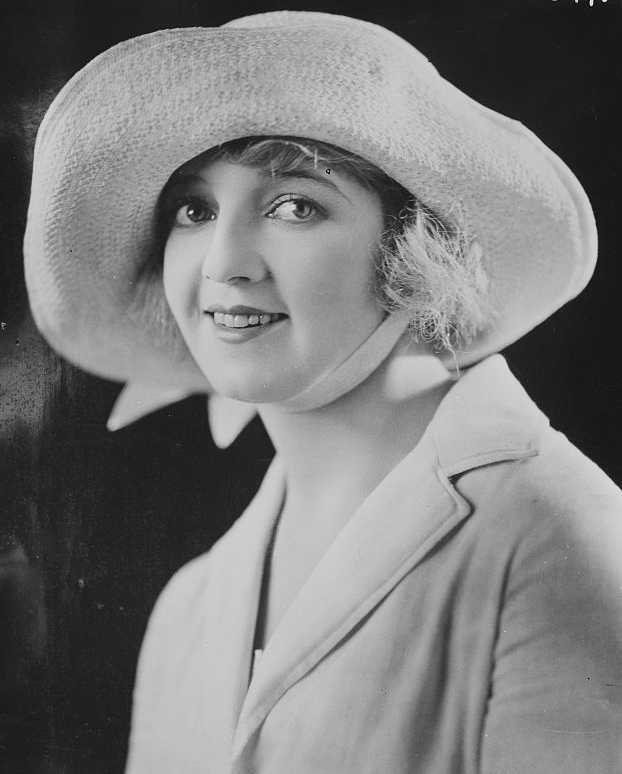
Eileen Sedgwick, atriz principal do seriado.

The Winking Idol é um seriado estadunidense de 1926, gênero Western, dirigido por Francis Ford, em 10 capítulos, estrelado por William Desmond e Eileen Sedgwick. Produzido e distribuído pela Universal Pictures em 1925, veiculou nos cinemas estadunidenses a partir de 21 de fevereiro de 1926.
Este seriado é considerado perdido.

## Elenco
- William Desmond … Dave Ledbetter
- Eileen Sedgwick … Jean Wilson
- Jack Richardson … Crawford Lange
- Grace Cunard … Thora Lange
- Moravana … Komi
- Herbert Sutch … Jim Wilson
- Dorothy Gulliver
- Artie Ortego
- Helen Broneau … garota índia. Foi dublada por Albert Malone[5]
- Vanna Carroll
- Syd Saylor (creditado Les Sailor)

## Capítulos
1. The Eye Of Evil
2. Buzzards' Roost
3. Crashing Timbers
4. Racing for Love
5. The Vanishing Bride
6. The Torrent of Terror
7. Flames of Fear
8. The Fight at the Falls
9. In the Danger of Dynamite
10. The Lost Lode